# Здание городской думы (Киев)
Киевская городская дума — здание, в котором располагалась Киевская городская управа (дума).

## История
Здание было основано в 1876 году по проекту арх. А. Я. Шиле. Здание было построено из кирпича и имело два этажа. Вершину здания венчал шпиль, на котором была скульптура Архангела Михаила (скульптор Е. Куликовская). С постройкой здания площадь получила название Думской. В 1900 году здание было реконструировано надстройкой третьего этажа (арх. А. Кривошеев). В 1913 году перед зданием Городской думы был открыт памятник Столыпину, снесённый сразу после Февральской революции.
В дальнейшем в здании располагались Областной и городской партийные комитеты КП(б)У.
Здание было значительно повреждено при пожаре 1 ноября 1941 года во время разрушения центра Киева при отступлении советских войск. Во время послевоенной реконструкции Крещатика остатки здания были снесены.